# ものしり博士
『ものしり博士』（-はかせ）は、1961年4月6日から1969年4月5日までNHK総合テレビで放送された子供向け番組。科学や歴史、その他日常の様々な疑問を子供にわかりやすく解説する、テレビ百科事典とも言うべき教養番組であった。
当初は白黒放送だったが、1963年4月6日放送分よりカラー放送となった。
この項目では、1960年9月5日から1961年3月31日まで同局で放送された前身番組『ものしりカレンダー』についても記述する。

## 概要

### オープニング
口笛の短い演奏に続き、複数の子供の声で「ケペル先生、こんにちはー!」または「ケペル先生、こんばんはー!」と呼ぶ声と共にケペル博士の姿が画面に出て、博士が「やあ、こんにちは。元気かね?　なんでも考えかんでも知って、なんでもかんでもやってみよう」と定型のあいさつを行ない、「さて、きょうは――」と続けて、その日の放送で取り上げる題材・テーマが告げられる。

### 内容
毎回1つのテーマを、絵や模型や人形などを用いたり、寸劇やコント、或いはそれらに歌を入れた簡単なミュージカル仕立てにするなど、多様な手法を使って解説した。
月について取り上げた回では、月面に見られるクレーターができた原因について「火山の爆発でできた」「隕石の衝突でできた」「表面が厚く溶岩で覆われていた時、巨大な泡が表面に生じてそれが破裂してできた」といった複数の説を紹介し、ケペル先生自身が「（どれが正しいか）これはケペル先生にもわからない」と答えている。本放送当時はバリンジャー隕石孔の研究からアメリカを中心に唱えられていた隕石説と、火山国である日本などで唱えられていた火山説が対立しており、クレーターの成因は判明していなかった。

### エンディング
番組の最後に、視聴者から寄せられたいろいろな疑問にケペル先生が回答するコーナーがあった。

## 出演者

### 司会進行
司会進行は「ケペル先生（ケペル博士）」と呼ばれる、眼鏡をかけて額の禿げた、いかにも学者然とした老人のマネキンのような人形で、後ろから人間（伊東万里子）が動かすギニョール式となっている。声は熊倉一雄が担当。

### その他の出演者
- 上原ゆかり
- 山田康雄[3]
- 坂本新兵[3]
- 水垣洋子
- 辻村真人
- 野村道子[3]
- 川久保潔[3]、その他

協力　劇団ころすけ

## 放送時間
- 木曜 17:45 - 18:00 （1961年4月 - 1962年3月）
- 土曜 17:45 - 18:00 （1962年4月 - 1969年4月）

### 再放送など
放送番組センターの配給番組として、独立UHF局などの民放テレビ局でも再放送された。その際は番組冒頭で「この番組は19○○年に放送されたものです」の字幕テロップが表示された。なお、放送番組センターが運営する「放送ライブラリー」では1969年3月8日放送分が公開されている。

## スタッフ
- 作：ふじたあさや、若林一郎、金井敬三[3]、川崎九越
- 音楽：横山菁児、小杉仁三[3]
- 人形：伊東万里子[3]、白須巴[3]
- 演出：若林尚司[3]

## ものしりカレンダー
- 放送期間：1960年9月5日 - 1961年3月31日
- 放送時間：NHK総合テレビ 平日17:50-18:00

「ものしり博士」の前身番組。熊倉一雄が声を演じる人形のケベル博士が司会進行していた。